# جاستن هال (رسام كارتون)
جاستن هال (بالإنجليزية: Justin Hall)‏ هو رسام كارتون أمريكي، ولد في 14 فبراير 1971.